# Colli Orientali del Friuli

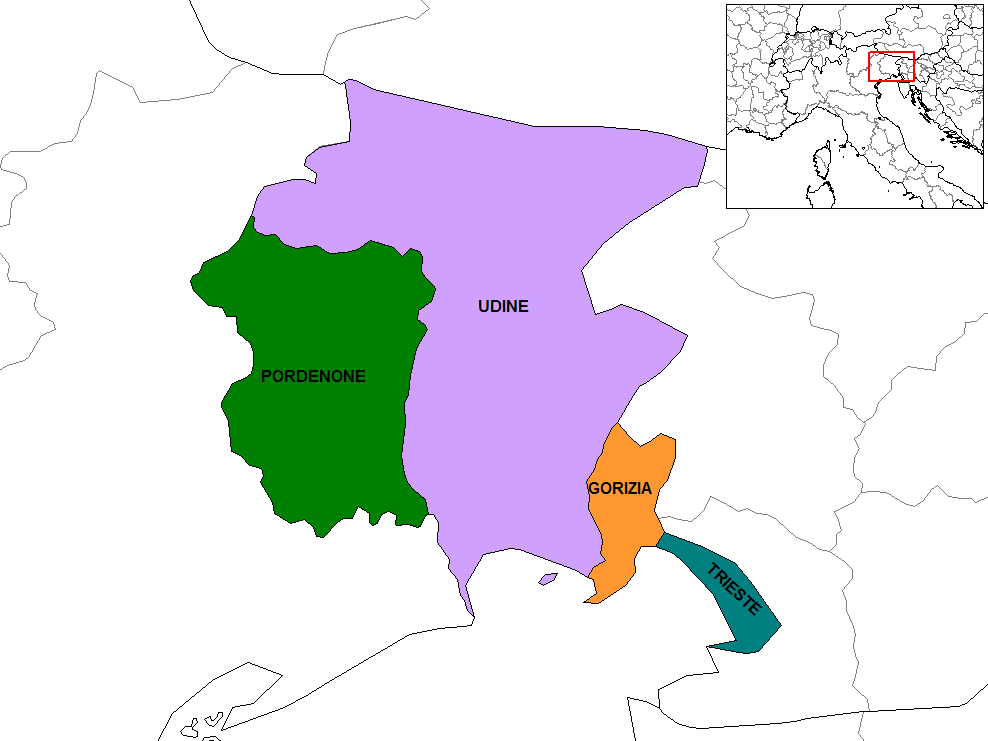

Le Colli Orientali del Friuli est un vignoble italien de la région Frioul-Vénétie Julienne doté d'une appellation DOC depuis le 20 juillet 1970.
Seuls ont droit à la DOC les vins récoltés à l'intérieur de l'aire de production définie par le décret.

## Aire de l'appellation
Les 2300 hectares de vignobles autorisés se situent au nord - est de la province d'Udine dans les communes de Tarcento, Nimis, Faedis, Povoletto, Attimis, Torreano, San Pietro al Natisone, Prepotto, Premariacco, Buttrio, Manzano, San Giovanni al Natisone et Corno di Rosazzo.
Les vignobles voisins sont Lison Pramaggiore, Friuli Isonzo, Collio Goriziano, Friuli Latisana, Friuli Annia, Friuli Aquileia et Friuli Grave

## Cépages
Les cépages les plus importants sont :
- Chardonnay,
- Malvasia Istriana,
- Picolit,
- Pinot bianco,
- Pinot grigio,
- Ribolla gialla,
- Riesling
- Sauvignon,
- Friulano,
- Traminer aromatico,
- Verduzzo Friulano,
- Cabernet franc,
- Cabernet-sauvignon,
- Merlot,
- Pignolo,
- Pinot nero,
- Refosco dal peduncolo rosso,
- Schioppettino,
- Tazzelenghe,

## Vins, appellations
Sous l’appellation, les vins suivants sont autorisés :
- Colli Orientali del Friuli Cabernet
- Colli Orientali del Friuli Cabernet Sauvignon
- Colli Orientali del Friuli Cabernet Sauvignon riserva
- Colli Orientali del Friuli Cabernet Sauvignon superiore
- Colli Orientali del Friuli Cabernet franc
- Colli Orientali del Friuli Cabernet franc riserva
- Colli Orientali del Friuli Cabernet franc superiore
- Colli Orientali del Friuli Cabernet riserva
- Colli Orientali del Friuli Cabernet superiore
- Colli Orientali del Friuli Chardonnay
- Colli Orientali del Friuli Chardonnay riserva
- Colli Orientali del Friuli Chardonnay superiore
- Colli Orientali del Friuli Cialla Picolit
- Colli Orientali del Friuli Cialla Refosco dal Peduncolo rosso
- Colli Orientali del Friuli Cialla Refosco dal Peduncolo rosso riserva
- Colli Orientali del Friuli Cialla Ribolla Gialla
- Colli Orientali del Friuli Cialla Schioppettino
- Colli Orientali del Friuli Cialla Schioppettino riserva
- Colli Orientali del Friuli Cialla Verduzzo Friulano
- Colli Orientali del Friuli Cialla bianco
- Colli Orientali del Friuli Cialla rosso
- Colli Orientali del Friuli Malvasia Istriana
- Colli Orientali del Friuli Malvasia riserva
- Colli Orientali del Friuli Malvasia superiore
- Colli Orientali del Friuli Merlot
- Colli Orientali del Friuli Merlot riserva
- Colli Orientali del Friuli Merlot superiore
- Colli Orientali del Friuli Picolit
- Colli Orientali del Friuli Picolit riserva
- Colli Orientali del Friuli Picolit superiore
- Colli Orientali del Friuli Pignolo
- Colli Orientali del Friuli Pignolo riserva
- Colli Orientali del Friuli Pignolo superiore
- Colli Orientali del Friuli Pinot Bianco
- Colli Orientali del Friuli Pinot Bianco riserva
- Colli Orientali del Friuli Pinot Bianco superiore
- Colli Orientali del Friuli Pinot Grigio
- Colli Orientali del Friuli Pinot Grigio riserva
- Colli Orientali del Friuli Pinot Grigio superiore
- Colli Orientali del Friuli Pinot Nero
- Colli Orientali del Friuli Pinot Nero riserva
- Colli Orientali del Friuli Pinot Nero superiore
- Colli Orientali del Friuli Ramandolo
- Colli Orientali del Friuli Ramandolo classico
- Colli Orientali del Friuli Refosco dal peduncolo rosso
- Colli Orientali del Friuli Refosco dal peduncolo rosso riserva
- Colli Orientali del Friuli Refosco dal peduncolo rosso superiore
- Colli Orientali del Friuli Ribolla Gialla
- Colli Orientali del Friuli Ribolla Gialla riserva
- Colli Orientali del Friuli Ribolla Gialla superiore
- Colli Orientali del Friuli Riesling Renano
- Colli Orientali del Friuli Riesling riserva
- Colli Orientali del Friuli Riesling superiore
- Colli Orientali del Friuli Rosazzo Picolit
- Colli Orientali del Friuli Rosazzo Picolit riserva
- Colli Orientali del Friuli Rosazzo Pignolo
- Colli Orientali del Friuli Rosazzo Ribolla Gialla
- Colli Orientali del Friuli Rosazzo bianco
- Colli Orientali del Friuli Rosazzo rosso
- Colli Orientali del Friuli Sauvignon
- Colli Orientali del Friuli Sauvignon riserva
- Colli Orientali del Friuli Sauvignon superiore
- Colli Orientali del Friuli Schioppettino
- Colli Orientali del Friuli Schioppettino riserva
- Colli Orientali del Friuli Schioppettino superiore
- Colli Orientali del Friuli Tazzelenghe
- Colli Orientali del Friuli Tazzelenghe riserva
- Colli Orientali del Friuli Tazzelenghe superiore
- Colli Orientali del Friuli Friulano
- Colli Orientali del Friuli Friulano riserva
- Colli Orientali del Friuli Friulano superiore
- Colli Orientali del Friuli Traminer aromatico
- Colli Orientali del Friuli Traminer aromatico riserva
- Colli Orientali del Friuli Traminer aromatico superiore
- Colli Orientali del Friuli Verduzzo Friulano
- Colli Orientali del Friuli Verduzzo Friulano riserva
- Colli Orientali del Friuli Verduzzo Friulano superiore
- Colli Orientali del Friuli bianco
- Colli Orientali del Friuli bianco riserva
- Colli Orientali del Friuli bianco superiore
- Colli Orientali del Friuli rosato
- Colli Orientali del Friuli rosato riserva
- Colli Orientali del Friuli rosato superiore
- Colli Orientali del Friuli rosso
- Colli Orientali del Friuli rosso riserva
- Colli Orientali del Friuli rosso superiore